# Dominik Pelivan
Dominik Leon Pelivan (* 8. Juni 1996 in Berlin) ist ein deutsch-kroatischer Fußballspieler.

## Karriere
Nach seinen Anfängen in der Jugend der SpVgg Tiergarten wechselte er im Sommer 2004 in die Jugendabteilung von Hertha BSC. Nach zwei Spielzeiten in der zweiten Mannschaft wechselte er Sommer 2017 zur SG Sonnenhof Großaspach. Dort kam er auch zu seinem ersten Einsatz im Profibereich in der 3. Liga, als er am 29. Juli 2017, dem 2. Spieltag, beim 0:0-Auswärtsunentschieden gegen Hansa Rostock in der 66. Spielminute für Michael Vitzthum eingewechselt wurde.
Nach 28 Einsätzen (5 Tore) als Stammspieler in der Saison 2018/19, in der der Mittelfeldspieler mit Großaspach um den Klassenerhalt kämpfte, endete seine Zeit im Sonnenhof.  
Kurz vor Ende der Transferperiode im Winter 2019/2020 gab der FC Energie Cottbus aus der Regionalliga Nordost die Verpflichtung Pelivans bekannt. Im Sommer 2021 wechselte er zum Ligakonkurrenten Chemnitzer FC, für den er 24 Partien absolvierte. 2023 kehrte Pelivan zu Energie Cottbus zurück.

## Erfolge
- Sachsenpokal-Sieger: 2021/22